# Lista de episódios de ToonMarty
Esta é uma lista de episódios da série animada ToonMarty.

## Primeira temporada
| Número | Título original                   | Título brasileiro              | Estreia no Reino Unido  | Estreia no Estados Unidos | Estreia no Canadá  | Estreia no Brasil   |
| ------ | --------------------------------- | ------------------------------ | ----------------------- | ------------------------- | ------------------ | ------------------- |
| 1a     | Moonlighting Mart                 | O Segundo Emprego do Marty     | 25 de setembro de 2016  | 15 de novembro de 2016    | 1 de maio de 2017  | 6 de maio de 2017   |
| 1b     | Awful Waffle                      | Tá Tudo Waffle                 | 25 de setembro de 2016  | 16 de novembro de 2016    | 1 de maio de 2017  | 6 de maio de 2017   |
| 2a     | Billboard Boy                     | O Garoto Propaganda            | 1 de outubro de 2016    | 17 de novembro de 2016    | 2 de maio de 2017  | 13 de maio de 2017  |
| 2b     | Marty's Zit                       | A espinha do Marty             | 1 de outubro de 2016    | 18 de novembro de 2016    | 2 de maio de 2017  | 13 de maio de 2017  |
| 3a     | Where There's Smoke There's Marty | Onde Há Fumaça, Há Marty       | 8 de outubro de 2016    | 19 de novembro de 2016    | 3 de maio de 2017  | 20 de maio de 2017  |
| 3b     | Chicken Fricassee                 | Fricasse de Galinha            | 8 de outubro de 2016    | 20 de novembro de 2016    | 3 de maio de 2017  | 20 de maio de 2017  |
| 4a     | Toonsgiving Day Parade            | Desfile de Ação de Toon        | 15 de outubro de 2016   | 21 de novembro de 2016    | 4 de maio de 2017  | 27 de maio de 2017  |
| 4b     | Rest in Pieces                    | A Criação do Marty             | 15 de outubro de 2016   | 22 de novembro de 2016    | 4 de maio de 2017  | 27 de maio de 2017  |
| 5a     | The No-Toon Bro Zone              | Espaço dos Amigões             | 20 de outubro de 2016   | 23 de novembro de 2016    | 5 de maio de 2017  | 3 de junho de 2017  |
| 5b     | You're It!                        | Tá Com Você                    | 20 de outubro de 2016   | 30 de novembro de 2016    | 5 de maio de 2017  | 3 de junho de 2017  |
| 6a     | Candy Cute                        | Ela é um Doce                  | 15 de novembro de 2016  | 6 de dezembro de 2016     | 8 de maio de 2017  | 10 de junho de 2017 |
| 6b     | Were-Poodle                       | Lobo-Poodle                    | 15 de novembro de 2016  | 6 de dezembro de 2016     | 8 de maio de 2017  | 10 de junho de 2017 |
| 7a     | 15 Minutes to Save the World      | 15 Minutos para Salvar o Mundo | 12 de dezembro de 2016  | 19 de dezembro de 2016    | 9 de maio de 2017  | *                   |
| 7b     | Spare Parts                       | Partes Separadas               | 12 de dezembro de 2016  | 19 de dezembro de 2016    | 9 de maio de 2017  | *                   |
| 8a     | The Suit Makes the Super Hero     | É a Roupa Que Faz o Herói      | 16 de janeiro de 2017   | 24 de janeiro de 2017     | 2 de maio de 2017  | *                   |
| 8b     | Marty's Bright Idea               | A Grande Ideia do Marty        | 16 de janeiro de 2017   | 24 de janeiro de 2017     | 10 de maio de 2017 | *                   |
| 9a     | The Choice Apple                  | A Maça da Escolha              | 30 de janeiro de 2017   | 10 de fevereiro de 2017   | 11 de maio de 2017 | TBA                 |
| 9b     | Toonscout Marty                   | (?)                            | 30 de janeiro de 2017   | 24 de fevereiro de 2017   | 11 de maio de 2017 | TBA                 |
| 10a    | Toonscout Marty                   | (?)                            | 17 de fevereiro de 2017 | 1 de março de 2017        | 12 de maio de 2017 | TBA                 |
| 10b    | Batteries Included                | (?)                            | 24 de fevereiro de 2017 | 8 de março de 2017        | 12 de maio de 2017 | TBA                 |

*: Não se sabe quando estreou no Brasil esses episódios.